# Ellipanthus
Ellipanthus là một chi thực vật có hoa trong họ Connaraceae. Chi này được Joseph Dalton Hooker công bố mô tả khoa học đầu tiên năm 1862.

## Mô tả
Cây bụi hoặc cây gỗ nhỏ. Lá 1 lá chét; cuống lá có khớp; mép phiến lá nguyên. Cụm hoa mọc ở nách lá, chùy hoa đến cụm hoa hình cầu thận-cành hoa, nhỏ; lá bắc hình mũi mác, nhỏ, sớm rụng. Hoa lưỡng tính (khi nhị thuần thục trước) hoặc đơn tính (khi đơn tính khác gốc), mẫu 4 hoặc 5. Lá đài 4 hoặc 5, xếp rời trong chồi, rậm lông phía xa trục, bền nhưng không phình to sau khi nở hoa. Cánh hoa 4 hoặc 5, rời, xếp lợp trong chồi, dài hơn lá đài. Nhị hoa bằng 2 lần số cánh hoa, các nhị đối diện lá đài phát triển tốt, các nhị đối diện cánh hoa nhỏ hơn nhiều và là nhị lép; chỉ nhị hợp sinh tại gốc thành ống. Lá noãn 1, hơi chèn vào bên; bầu nhụy hình trứng xiên, dẹt, có lông; noãn 2, mọc thẳng đứng, đính bên. Vòi nhụy thanh mảnh, có lông; đầu nhụy hình đĩa đến chia 2 thùy, lớn. Quả đại có màu hơi vàng đến hơi nâu khi thuần thục, hình trứng, có lông măng phía xa trục, gập gối từ ít đến nhiều phía xa trục, phần đáy thu hẹp thành cuống từ ngắn đến dài, phần sinh sản mở theo khe nứt dọc, với lá đài bền; vỏ quả ngoài dạng gỗ. Hạt 1, hình elipxoit, tù ở cả hai đầu; vỏ hạt chủ yếu là màu đen và bóng, phần đáy được phủ một lớp áo hạt mỏng màu vàng đến da cam; nội nhũ dày khoảng 1 mm, cứng.

## Từ nguyên
Tên chi có nguồn gốc từ tiếng Hy Lạp ελλιπές (ellipes, nghĩa là khiếm khuyết, thiếu sót, khuyết tật) và άνθος (anthos, nghĩa là hoa), có nghĩa là "hoa không hoàn hảo", chỉ tới sự phát triển không hoàn hảo và thiếu khuyết của một số nhị hoa.

## Phân bố
Các loài trong chi này phân bố trong khu vực đông nam Kenya, Madagascar, đảo Hải Nam, Sri Lanka, Ấn Độ đến vùng nhiệt đới Đông Nam Á.

## Các loài
Danh sách loài lấy theo The Plant List và Plants of the World Online:
- Ellipanthus beccarii Pierre, 1898: Sumatra, Borneo.
- Ellipanthus calophyllus Kurz, 1872: Quần đảo Andaman.
- Ellipanthus glabrifolius Merr., 1923: Hải Nam.
- Ellipanthus hemandradenioides Brenan, 1947: Đông nam Kenya.
- Ellipanthus madagascariensis (Schellenb.) Capuron ex Keraudren, 1958: Tây bắc Madagascar.
- Ellipanthus razanatsimae Randrian. & Lowry, 2010: Đông Madagascar.
- Ellipanthus tomentosus Kurz, 1872: Đầu gà,[6] (cây) đá,[6] mồng gà, (cây) "minh gu". Tây nam Ấn Độ, Đông Dương đến trung Malesia.
- Ellipanthus unifoliolatus (Thwaites) Thwaites, 1864 (= Ellipanthus unifoliatus): Sri Lanka.